# Castalius libora
Castalius libora är en fjärilsart som beskrevs av Ribbe 1926. Castalius libora ingår i släktet Castalius och familjen juvelvingar. Inga underarter finns listade i Catalogue of Life.